# Amadou Cissé
Pour les articles homonymes, voir Cissé.
Amadou Boubacar Cissé, né le 29 juin 1948 à Niamey, est un haut-fonctionnaire et homme politique nigérien. Il est Premier ministre en 1995 et de 1996 à 1997.

## Biographie
Amadou Boubacar Cissé est peul.
Il est diplômé de l’École nationale des ponts et chaussées de Paris,.
Amadou Cissé commence sa carrière professionnelle en 1975 au ministère des Travaux publics nigérien, d'abord comme directeur régional des Travaux publics (TP) de Maradi et Tahoua, ensuite comme directeur national des Travaux publics. Il est parallèlement secrétaire exécutif de la Haute autorité ferroviaire Bénin-Niger.
En septembre 1982, il rejoint la Banque mondiale jusqu'en 1996.
Le 7 février 1995, Cissé, membre du Mouvement national pour la société de développement (MNSD-Nassara), est nommé Premier ministre par le président Mahamane Ousmane. Toutefois le MNSD est en coalition avec la Convention démocratique et sociale (CDS-Rahama) du président Ousmane après les élections législatives de 1995 et n'accepte pas cette nomination. Cissé est exclu du parti car il accepte le poste de Premier ministre alors que son parti souhaite que Hama Amadou soit investit, et aucun député de la majorité ne soutient Cissé qui repart à Washington reprendre son poste à la Banque mondiale.
En 1996, il est nommé ministre d’État, ministre des Finances, du Plan, des Reformes économiques et de la Privatisation et Premier ministre du Niger. À ce titre, il s'occupe notamment de l'assainissement des Finances publiques, de la normalisation des rapports avec les partenaires extérieurs et de la mise en œuvre des accords de paix avec la rébellion touarègue.[réf. nécessaire]
En 1998, il reprend sa carrière internationale auprès de la Banque mondiale comme conseiller principal du vice président Afrique. En 2001, il est détaché par la Banque mondiale auprès de la Banque islamique de développement. Il prend sa retraite de ces institutions internationales en 2008.
D'avril 2011 à septembre 2015, il exerce les fonctions de ministre d'État, ministre du Plan de l'Aménagement du Territoire et du Développement communautaire.
Amadou Cissé est candidat de l'Union pour la démocratie et la république (UDR-Tabbat) à l'élection présidentielle nigérienne de 2016. Il finit à la 9e place lors du premier tour avec 1,49 % des voix.

## Distinctions
- Commandeur de l'Ordre National du Mérite de la République du Niger
- Commandeur de la Légion d'honneur française
- Commandeur de l'ordre National du Mérite du Burkina Faso
- Officier de l'Ordre National de la Côte d'Ivoire
- Officier de l'ordre national du Tchad